# Vall de Viñales
La Vall de Viñales està ubicada a la província de Pinar del Río, zona més occidental de Cuba. Localitzada a la Sierra de los Órganos, exactament en el grup muntanyós de la serralada de Guaniguanico, aquesta vall i gran part de la serra que l'envolta va ser declarada Parc Nacional el 1999 i el desembre d'aquell mateix any Patrimoni de la Humanitat per la UNESCO.
Es troba en el municipi de Viñales que és un dels 14 municipis de la província. El municipi és al centre i nord de la vall. A l'est, limita amb els municipis de La Palma i Consolación del Sur al sud-est. A l'oest, amb el municipi Minas de Matahambre i al sud amb el municipi de Pinar del Rio. Al nord, coincideix amb les aigües del golf de Mèxic i l'estret de la Florida. El seu territori cobreix una superfície de 741 quilòmetres quadrats.

## Característiques
La complicitat entre la naturalesa i el silenci fa que el visitant se senti amo d'una bellesa natural majestuosa, que es troba per tot arreu, des de la Cueva del Indio, amb el seu riu subterrani, fins al Mural de la Prehistòria, el Rancho San Vicente i el fabulós Mirador de los Jazmines. Existeixen unes formacions muntanyoses, úniques en l'illa, anomenades mogotes. Aquests mogotes constitueixen formacions geomorfològiques singulars que arriben a mesurar centenars de metres d'altura i presenten una gran diversitat de formes. Només són comparables amb les localitzades a la Xina i la península de Malaca.

A la vall hi ha altres elevacions, com les Altures de Pizarras, les quals estan constituïdes per una varietat de roques, les més antigues existents en l'àrea del Carib.

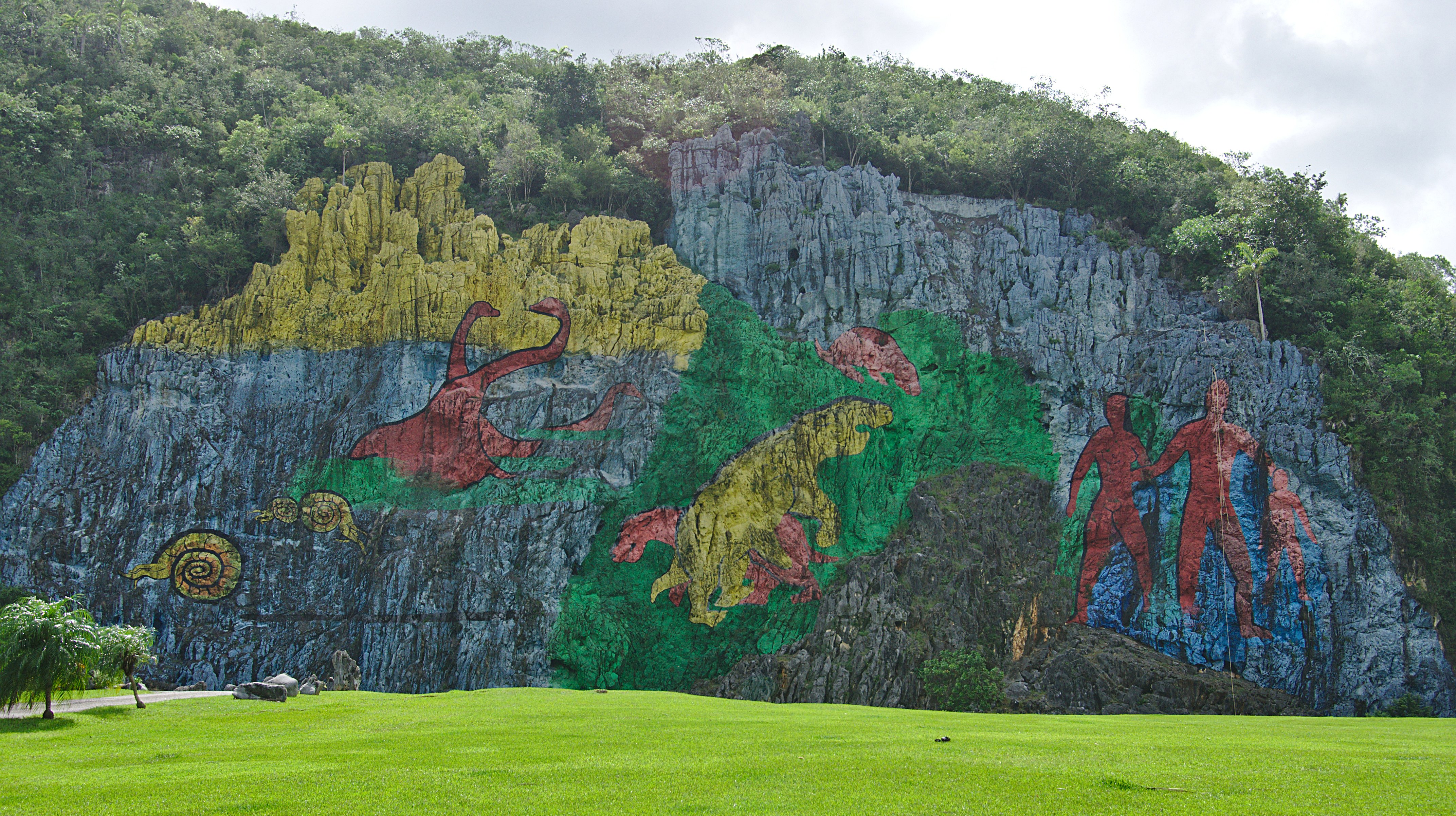
Mural de la Prehistòria

A la vall de Dos Hermanas, podem trobar el Mural de la Prehistòria, el qual està pintat sobre una pedra d'una de les elevacions. Aquest mural mostra l'evolució de la vida en sentit natural a Cuba.
A la vall es poden trobar diverses coves com la de José Miguel i la de l'Indi. L'última és una caverna que arriba a assolir els 300 metres d'extensió i en el seu interior corren 2 rius subterranis. Són molt significatives quant a forma i originalitat.
Hi ha a la vall al voltant de 17 espècies botàniques endèmiques que no es troben en cap altre lloc del món.

## Viñales

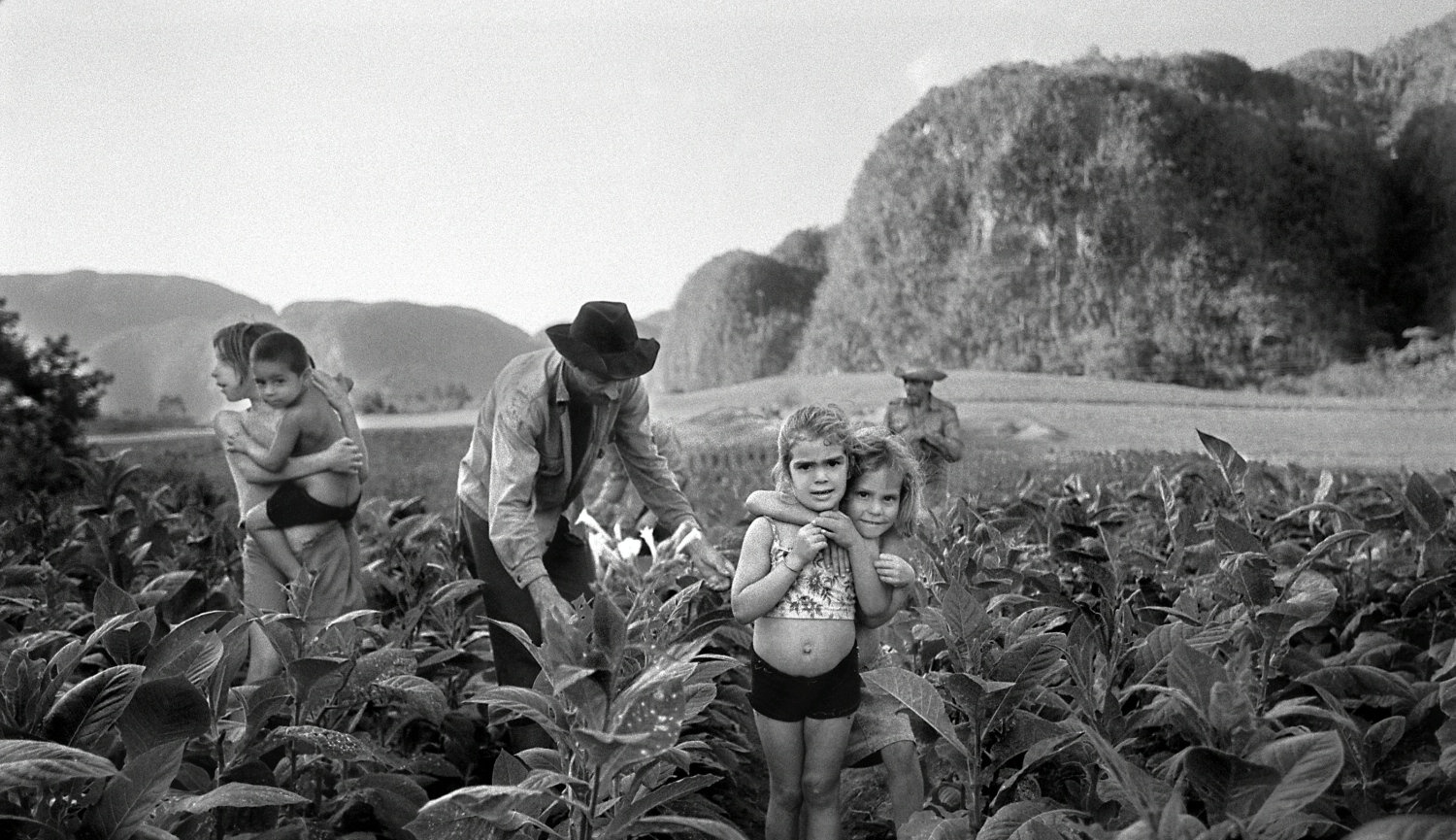
Collita de tabac el 2002

El poblat de Viñales, ubicat a la vall, conserva el tradicional escenari d'un assentament d'agricultors, representat pel seu carrer principal, galeries de columnes en els seus costats i cases de teules vermelles que afavoreixen les seves condicions climàtiques, donant-li una aparença singular i agradable.
En el període Juràssic aquest territori va estar compost per mar, deltes i planes del desaparegut continent, tenint com a elements bàsics de la geologia local les pedres calcàries, on es troben abundants fòssils d'ammonites, peixos i esquistos fòssils del dinosaure terrestre diplodoc i el dinosaure marí ictiosaure.